# Sir Gallahad
Sir Gallahad, född 1920, död 1949, var ett franskfött engelskt fullblod, som kom att bli en extremt viktig avelshingst i Nordamerika. Han var ledande avelshingst i Nordamerika (1930, 1933, 1934, 1940), samt ledande avelsmorfader i Nordamerika (1939, 1943-1952, 1955).

## Bakgrund
Sir Gallahad var en brun hingst efter Teddy och under Plucky Liege (efter Spearmint). Han föddes upp och ägdes av Jefferson Davis Cohn, och under 1926 av ett amerikanskt syndikat. Han tränades under tävlingskarriären av Robert Denman.
Sir Gallahad sprang under sin tävlingskarriär in 9 960 dollar på 25 starter, varav 12 segrar. Han tog karriärens största segrar i Prix du Petit Couvert (1922), Prix Eclipse (1922), Prix Daphnis (1923), Poule d'Essai des Poulains (1923), Prix Jacques Le Marois (1923), Lincolnshire Handicap (1924) och Prix Boiard (1924).

## Karriär
Sir Gallahad började tävla vid två års ålder i Frankrike för sin brittiska uppfödare och ägare, Jefferson Davis Cohn. Han segrade i tre av sina fem starter som tvååring, men hamnade i skuggan av 1922 års hingstchampion, Epinard. Vid tre års ålder segrade han i fyra löp, främst det franska 2 000 Guineas (Poule d'Essai des Poulains). Som fyraåring vann han tre viktiga löp i Frankrike, och i England vann han Lincolnshire Handicap. Det året gick han också ett matchlöp över 6½ furlong mot Epinard, där han segrade.

### Som avelshingst
Efter sin fyraåringssäsong avslutade Sir Gallahad sin tävlingskarriär för att stallas upp som avelshingst på Haras du Bois-Roussel i Alençon. 1926 sålde ägaren Jefferson Davis Cohn honom till ett amerikanskt syndikat bestående av Robert A. Fairbairn, William Woodward, Sr., Marshall Field III och Arthur B. Hancock. I USA fick han för registreringsförtydligande, namnet Sir Gallahad III. Även om han skickades runt till sina fyra ägares olika avelsgårdar, stod han främst på Woodwards Belair Stud i Maryland och på Hancocks Claiborne Farm i Kentucky.
Sir Gallahad födde 65 grupplöpsvinnare och blev ledande avelshingst i Nordamerika fyra gånger (1930, 1933, 1934, 1940).
| Född | Namn        | Kön    | Större segrar i urval |
| ---- | ----------- | ------ | --------------------- |
| 1927 | Gallant Fox | Hingst | Triple Crown          |
| 1931 | High Quest  | Hingst | Preakness Stakes      |
| 1937 | Gallahadion | Hingst | Kentucky Derby        |
| 1942 | Hoop Jr.    | Hingst | Kentucky Derby        |
| 1937 | Fenelon     | Hingst | Jockey Club Gold Cup  |
| 1937 | Roman       | Hingst | Fleetwing Handicap    |

Sir Gallahad blev dessutom ledande avelsmorfader i Nordamerika hela 12 gånger (1939, 1943-1952, 1955), vilket är rekord.
Sir Gallahad dog på Claiborne Farm 1949 och är begravd på dess hästkyrkogård.